# Simulium parmatum
Simulium parmatum är en tvåvingeart som beskrevs av Adler, Currie och Wood 2004. Simulium parmatum ingår i släktet Simulium och familjen knott. Inga underarter finns listade i Catalogue of Life.